# Psittacosaurus sibiricus
Psittacosaurus sibiricus (gr. "lagarto con pico de loro de Siberia") es una especie del género extinto Psittacosaurus  es un género de dinosaurios ceratopsianos psitacosáuridos, que vivió a mediados del período Cretácico, hace unos 125 a 110 millones de años, desde el Aptiense hasta el Albiense, en lo que hoy es Asia. A principios de los 1950s, paleontólogos rusos comenzaron a excavar restos de Psittacosaurus en una localidad cerca del pueblo de Shestakovo en el óblast de Kemerovo en Siberia. Dos otras localidades cercanas fueron exploradas en los 1990s, una de las cuales produjeron varios esqueletos completos. Esta especie fue nombrada Psittacosaurus sibiricus en el 2000 en un papel científico escrito por cinco paleontólogos rusos, pero el crédito por el nombre es oficialmente dado a dos de esos autores, Alexei Voronkevich y Alexander Averianov. Los restos no fueron completamente descritos hasta el 2006. Dos esqueletos articulados casi completos y la variedad de material desarticulado de otros individuos de todas las edades se conocen de la Formación de Ilek de Siberia, la cual data de las épocas Aptiana y Albiana del Cretácico inferior.
El P. sibiricus es la especie de Psittacosaurus más grande que se conoce. El cráneo del espécimen tipo es de 20,7 cm de largo, y el fémur es de 22,3 cm en longitud. Se distingue también por su volante del cuello, el cual es más largo que el de cualquier otra especie, del 15 al 18% de la longitud craneal. Un rasgo muy llamativo del P. sibiricus es el número de "cuernos" alrededor de sus ojos, con dos prominencias en cada postorbital, y uno en frente de cada ojo, en los huesos palpebrales. Cuernos similares encontrados en el postorbital del P. sinensis no son tan prominentes pero pueden ser homólogos. Los "cuernos" yugales extremadamente prominentes son también vistos en el posiblemente relacionado P. sinensis. Aunque las líneas suturas no son claramente visibles, aparece que el yugal contacta el premaxilar, otra similitud con el P. sinensis. Hay una saliente en el dental de la mandíbula inferior, similar al P. mongoliensis, P. meileyingensis, y P. sattayaraki. Puede decirse aparte de las otras especies del Psittacosaurus por su combinación de 32 rasgos anatómicos, incluyendo seis que son únicos en la especie. Muchos de estos son detalles del cráneo, pero un rasgo inusual es la presencia de 23 vértebras entre el cráneo y la pelvis, a diferencia de 21 o 22 en otras especies de las que se conocen las vértebras.